# Laphria definita
Laphria definita är en tvåvingeart som beskrevs av Wulp 1872. Laphria definita ingår i släktet Laphria och familjen rovflugor. Inga underarter finns listade i Catalogue of Life.